# Танагра зелена
Танагра зелена (Orthogonys chloricterus) — вид горобцеподібних птахів родини Mitrospingidae.

## Поширення
Ендемік Бразилії. Танагра зелена мешкає в атлантичному дощовому лісі на південному сході країни у штатах Еспіриту-Санту, Ріо-де-Жанейро, Мінас-Жерайс, Сан-Паулу, Парана та Санта-Катарина.

## Опис
Птах завдовжки 18 см. Верхня частина тіла рівномірного оливково-зеленого забарвлення. Нижня частина — жовто-оливкова.

## Спосіб життя
Мешкає під пологом дощових лісів. Трапляється у великих зграях, часто утворює змішані зграї з іншими горобцеподібними. Живиться фруктами та ягодами, інколи комахами. Розмножується влітку. Гніздо будує на гілках дерев серед бромелій.